# Christine Smith
Christine Smith (San Dimas, 6 aprile 1979) è una modella statunitense, playmate di dicembre 2005.
Venne notata da Playboy quando accompagnò un'amica ad un provino. Stephen Wayda fece alcuni test fotografici e li mandò a Hugh Hefner. Una settimana dopo fu selezionata e divenne miss dicembre.